# Rozbitek (województwo wielkopolskie)
Rozbitek – niewielka wieś sołecka w Polsce, położona w województwie wielkopolskim, w powiecie międzychodzkim, w gminie Kwilcz, przy drodze krajowej nr 24.
W latach 1975–1998 miejscowość administracyjnie należała do województwa poznańskiego.

## Historia
Wieś pierwotnie związana była z Wielkopolską. Ma metrykę średniowieczną i istnieje co najmniej od XIV wieku. Po raz pierwszy wymieniana w dokumencie z 1399 jako Rosbratanie, 1403 Rosbicecz, 1404 Rosbiti Kamen, 1408 Rosbiczecz. W 1408 odnotowane zostało odmiejscowe nazwisko utworzone od nazwy wsi Rosbithski i dalej w 1412 zapisane jako Rozbiczecz, 1415 (nazwisko) Roszbiczski, 1417 Rosbitek, 1419 Rosbytek, 1422 Rosbythek, 1423 Rosbithek, 1424 Rozbitek, 1424 Rossbytek, 1436 Roszbitek, 1443 Rozbithek, 1447 Roszbytek, 1464 Roszbythek, 1543 Rossbythek, 1564 Rozbytek.
Miejscowość była wsią szlachecką należącą do lokalnych wielkopolskich rodów szlacheckich. W latach 1399–1586 właścicielem był Dobiesław Kwilecki, a potem jego potomkowie Kwileccy, Sierakowscy oraz Rozbiccy herbu Belina, którzy od nazwy miejscowości utworzyli swoje odmiejscowe nazwisko. W 1446 leżała w powiecie poznańskim Korony Królestwa Polskiego, a w 1508 należała do parafii Kwilcz.
W 1403 odnotowane zostało rozgraniczenie wsi Rozbitek oraz Kwilcz, w którym uczestniczył właściciel Rozbitka Wierzbięta Kwilecki. W rozgraniczeniu tym jakie odbyło się przy pomocy opola przeszkadzał sołtys z Mnichów, wsi opactwa w Paradyżu. W 1449 Jakub i Wojciech bracia niedzielni z Orzeszkowa sprzedali Broniszowi z Grobi koło Sierakowa połowę wsi Rozbitek za 600 złotych węgierskich, a drugą połowę zakupił Piotr Jabłonowski. W 1500 Katarzyna Głażewska wdowa po Andrzeju Czermińskim kupiła od Jana Rozbickiego dwa łany we wsi. W tym roku odnotowani zostali także miejscowi kmiecie Brykcy zwany Kiełbasa i Maciej Kulka, z których każdy gospodarował na jednym łanie ziemi. W 1543 Dobiesław Rozbicki, za zgodą swej matki Heleny Rozbickiej jako pani wiennej, zapisał swojej żonie Dorocie po 500 zł polskich posagu oraz wiana na połowie swych części w mieście Lewice oraz na wsiach Rozbitek i Posadowo, które winny przypaść mu w dziale z braćmi. W 1551 nastąpił podział dóbr w Rozbitku pomiędzy braci Piotra i Wojciecha Rozbickich. W 1556 po śmierci Wojciech jego majątek rozbicki dziedziczą jego bracia Dobiesław i Jan Rozbiccy. W 1586 Rozbitek kupił Wojciech Grot Urbanowski.
Wieś odnotowały archiwalne rejestry podatkowe. W 1443 w Rozbitku odnotowano 2 łany sołeckie i 3 łany opustoszałe. W 1499 wieś znalazła się w wykazie zaległości podatkowych. W 1508 miał miejsce pobór od 9,5 łana oraz 6 groszy od karczmy. W 1509 pobrano podatki od 8,5 łana, a od karczmy 6 groszy. W 1510 miał miejsce pobór od 9,5 łana. W 1510 w Rozbitku odnotowano 12 łanów osiadłych oraz łany opuszczone, a także folwark. W 1563 pobrano podatki od 7 łanów, młyna dorocznego o dwóch kołach, karczmy dorocznej. W 1564 w Rozbitku było 9 łanów. W 1577 pobór z wsi zapłacił Piotr Rozbicki. W 1580 pobór z Rozbitka zapłaciła Elżbieta Rozbicka: od 6,5 łana, 7 zagrodników, 1/4 łana karczmarskiego, młyna dorocznego o 2 kołach. Jako płatniczka podatków odnotowana została także w 1583. 
W 1580 wieś szlachecka Rozbitek położona była w powiecie poznańskim województwa poznańskiego w Rzeczypospolitej Obojga Narodów. Dokonano wówczas podziału wsi, a przy okazji wspomniano w dokumencie znajdujące się w Rozbitku dwór górny i dwór dolny, staw, na którym zbudowany był młyn doroczny  dwóch kołach, sadzawkę, role i ślady zwane Szerza, rybnik oraz miejsce zwane Połom.
W wyniku II rozbioru Rzeczypospolitej w 1793, miejscowość przeszła w posiadanie Prus i jak cała Wielkopolska znalazła się w zaborze pruskim. W okresie Wielkiego Księstwa Poznańskiego (1815–1848) miejscowość należała do wsi większych w ówczesnym pruskim powiecie Międzyrzecz w rejencji poznańskiej. Rozbitek należał do okręgu kwileckiego tego powiatu i stanowił odrębny majątek, którego właścicielem był wówczas Otto Reich. Według spisu urzędowego z 1837 roku wieś liczyła 221 mieszkańców, którzy zamieszkiwali 26 dymów (domostw).
Urodził się tu Józef Biniaś – podkomisarz Policji Państwowej, kawaler Orderu Virtuti Militari, jedna z ofiar zbrodni katyńskiej.

## Zabytki

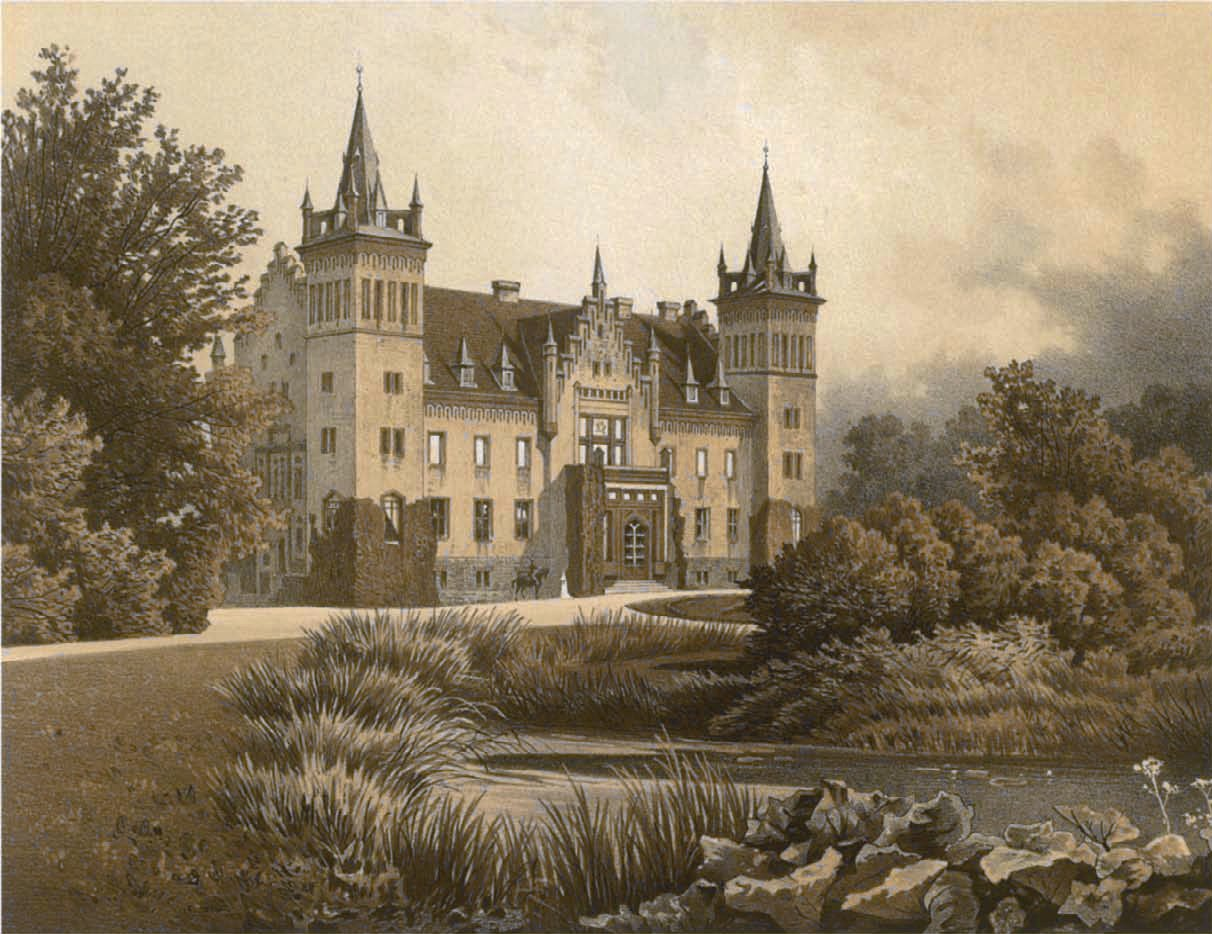
Pałac w Rozbitku, druga połowa XIX wieku

- Zespół pałacowo-folwarczny z rozległym (23,3 ha) parkiem uważanym za największy park platanowy w Wielkopolsce. Pałac powstał w latach 1856–1858, dla ówczesnego właściciela wsi Georga von Reiche. Obecnie restaurowany, docelowo ma być siedzibą Instytutu Rozbitek Jana A.P. Kaczmarka.